# Jure Pelko
Jure Pelko (Poetovio, 17 maggio 1990) è un cestista sloveno.

## Palmarès
- Campionato sloveno: 1

Union Olimpija: 2016-17
- Coppa di Slovenia: 1

Union Olimpija: 2017